# Sopa de missô

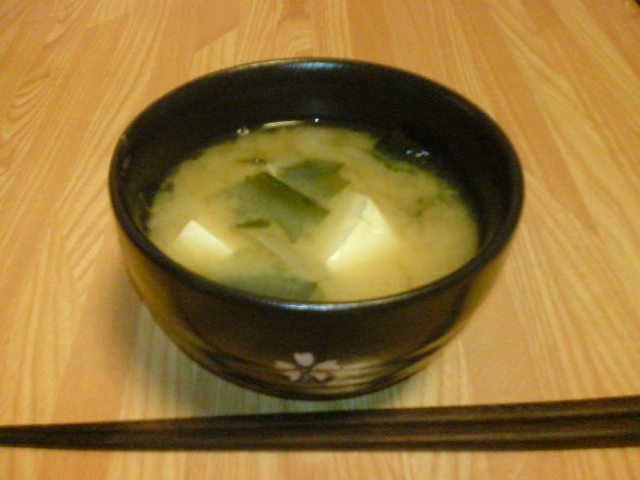
Missoshiru com tofu.

Sopa de missô (em japonês: 味噌汁|, transl. misoshiru) é um prato da culinária japonesa, consumido costumeiramente em seu país de origem. Normalmente é preparado com soja, hondashi, tofu, cebolinha; algumas vezes acrescentam-se outros legumes. O misoshiru é servido antes do prato principal e deve ser consumido quente.
A palavra missoshiru tem como significado caldo de soja fermentada, formada por duas palavras onde misso significa "soja fermentada" e shiru, "caldo".

## Ingredientes e preparação
O misoshiru  é composto por dois ingredientes principais: o dashi (caldo de pescado) que é a base da sopa e o missô (pasta feita a partir de soja) que é dissolvido no dashi.
Pode-se usar vários tipos distintos de missô, como o shiromiso (suave e com pouco sal), e o akamiso (forte e salgado).
Algumas pessoas também acrescentam à sopa tofu cortado em cubos, mas este não é um dos ingredientes fundamentais. O restante dos ingredientes ficam a critério do cozinheiro, e podem ser qualquer tipo de verdura como repolho, cebola, cebolinha, nabo e cenoura ou outras coisas como carne de galinha, cogumelos comestíveis ou algas.

## Costumes
Esta sopa é um prato básico da culinária do Japão, servida tanto no café da manhã, almoço ou jantar, sempre acompanhada por outros pratos, como o arroz. Na cultura culinária japonesa o arroz ocupa o papel principal, sendo normalmente acompanhado de vários e variados pratos de menor tamanho. A sopa tem também a propriedade de combater a radiação

## Variedades
Existem numerosas variedades dependendo das regiões do Japão que possuem seus próprios ingredientes e tipos de missô. Sendo este um prato tradicional muito antigo, começou a consumir-se popularmente a partir da Período Muromachi (1392-1573).